# 김민재 (1973년)
김민재(金敏宰, 1973년 1월 3일~)는 대한민국의 야구 선수 출신 지도자이다. 선수 시절 포지션은 내야수였으며 현재 KBO 리그의 롯데 자이언츠 수석코치를 맡고 있다.

## 선수 경력

### 롯데 자이언츠
1991년에 부산공고를 졸업하고 계약금 1,000만원에 신고선수로 입단하였고, 주로 유격수로 활동했다.

### SK 와이번스
2001년에 FA 자격을 얻어 계약금 5억원, 연봉 1억 2,500만원 등 4년 10억원의 조건으로 이적했다.

### 한화 이글스
2005년 11월 8일 계약 기간 4년, 총액 14억원(계약금 5억, 연봉 2억, 옵션 1억)에 이적했다. 이 때 SK 와이번스는 보상 선수로 투수 정병희를 받았다.
2009년 7월 8일 넥센 히어로즈와의 경기에서 투수 황두성을 상대로 만루 홈런을 쳐 냈는데, 이는 그의 데뷔 첫 만루 홈런이었다. 그 해 9월 17일 두산 베어스와의 경기에서 투수 금민철을 상대로 개인 통산 1500안타를 달성했다. 2009년 시즌을 끝으로 트레이드된 이대수에게 유격수 자리를 물려주고 현역에서 은퇴했다.

## 지도자 경력
은퇴 후 한화 이글스의 코치로 승격돼 2012년까지 활동했다. 김응용이 감독으로 부임한 후 재계약에 실패하고 두산 베어스로 옮겼다가 김진욱이 감독직에서 경질되자 정명원과 함께 kt 위즈로 다시 옮겼다. 2018년 시즌 후 롯데 자이언츠 코치를 사임하고 두산 베어스 코치로 복귀했다.

## 국가대표 경력
리그 정상급의 견고한 수비를 바탕으로 여러 차례 대한민국 야구 국가대표팀에 발탁됐다. 2002년 부산 아시안 게임, 2006년 WBC 대표팀에 선출됐다. 미국전에서 5타수 3안타와 견고한 수비로 찬사를 받았다. 2008년 베이징 올림픽에도 참가해 야구 국가대표팀의 금메달 획득에 기여했다.

## 수상
- 2002년 아시안 게임 금메달
- 2008년 하계 올림픽 금메달

## 출신 학교
- 부산 중앙초등학교
- 경남중학교
- 현대공업고등학교(전학) → 부산공업고등학교[5]

## 주요 기록
- 진한 바탕은 KBO 리그 최초 기록임

| 기록          | 날짜       | 소속 | 구장 | 상대팀 | 상대 투수 | 경기수          | 달성 당시 나이 | 기타                        | 각주 |
| ------------- | ---------- | ---- | ---- | ------ | --------- | --------------- | -------------- | --------------------------- | ---- |
| 2100경기 출장 | 2009. 9. 8 | 한화 | 사직 | 롯데   |           | 36세 6개월 24일 |                | 3루수 겸 9번 타자 선발 출장 |      |
| 2111경기 출장 |            | 한화 |      |        |           |                 |                | 은퇴 경기                   |      |

- KBO 리그 통산 6,000호 홈런
- 프로 첫 9연타석 안타 신기록(2004년 9월 19일, 역대 첫 번째)
- 2,000경기 출장(2008년 9월 10일 대 LG전, 잠실야구장, 역대 2번째)[1]
- 2,100경기 출장(2009년 9월 8일 대 롯데전, 사직야구장, 역대 1번째)
- 15년 연속 100경기 출장(1995년 ~ 2009년)
- 개인 통산 1,500안타 달성 2009년 9월 17일 두산전, 잠실야구장
- 개인 통산 600타점 달성 2009년 8월 19일 대전 삼성전, 대전구장
- 개인 통산 2,000루타 달성 2009년 9월 11일 KIA전
- 2007년 10월 4일 잠실 두산전, 프로 데뷔 17년 만의 첫 연타석 홈런
- 2009년 7월 8일 대전 히어로즈전, 프로 데뷔 이래 18년 만의 첫 만루 홈런

## 통산 기록
| 연 도           | 소 속           | 나 이           | 출 장 | 타 석 | 타 수 | 득 점 | 안 타 | 2 루 타 | 3 루 타 | 홈 런 | 타 점 | 도 루 | 도 실 | 볼 넷 | 삼 진 | 타 율 | 출 루 율 | 장 타 율 | O P S | 루 타 | 병 살 타 | 몸 맞 | 희 타 | 희 플 | 고 4 |
| --------------- | --------------- | --------------- | ----- | ----- | ----- | ----- | ----- | ------- | ------- | ----- | ----- | ----- | ----- | ----- | ----- | ----- | -------- | -------- | ----- | ----- | -------- | ----- | ----- | ----- | ---- |
| 1991            | 롯데            | 19              | 16    | 16    | 15    | 0     | 2     | 0       | 0       | 0     | 1     | 0     | 0     | 0     | 4     | .133  | .133     | .133     | .267  | 2     | 0        | 0     | 1     | 0     | 0    |
| 1992            | 롯데            | 20              | 82    | 100   | 96    | 11    | 17    | 2       | 1       | 0     | 3     | 0     | 1     | 2     | 18    | .177  | .202     | .219     | .421  | 21    | 1        | 1     | 1     | 0     | 0    |
| 1993            | 롯데            | 21              | 104   | 286   | 253   | 30    | 66    | 5       | 4       | 3     | 22    | 2     | 2     | 20    | 33    | .261  | .320     | .348     | .668  | 88    | 1        | 3     | 8     | 2     | 0    |
| 1994            | 롯데            | 22              | 98    | 283   | 248   | 27    | 61    | 9       | 3       | 3     | 30    | 7     | 4     | 20    | 35    | .246  | .311     | .343     | .653  | 85    | 7        | 5     | 6     | 4     | 0    |
| 1995            | 롯데            | 23              | 122   | 383   | 325   | 37    | 70    | 14      | 4       | 1     | 32    | 5     | 3     | 36    | 53    | .215  | .299     | .292     | .592  | 95    | 3        | 5     | 12    | 5     | 0    |
| 1996            | 롯데            | 24              | 115   | 350   | 302   | 33    | 73    | 11      | 3       | 4     | 31    | 6     | 6     | 27    | 41    | .242  | .310     | .338     | .647  | 102   | 3        | 4     | 14    | 3     | 2    |
| 1997            | 롯데            | 25              | 114   | 316   | 289   | 21    | 67    | 16      | 1       | 2     | 21    | 11    | 8     | 16    | 48    | .232  | .278     | .315     | .593  | 91    | 6        | 3     | 7     | 1     | 1    |
| 1998            | 롯데            | 26              | 120   | 367   | 323   | 36    | 77    | 16      | 2       | 5     | 43    | 13    | 10    | 24    | 51    | .238  | .306     | .347     | .652  | 112   | 7        | 9     | 7     | 4     | 2    |
| 1999            | 롯데            | 27              | 130   | 447   | 389   | 54    | 106   | 20      | 1       | 6     | 53    | 18    | 6     | 25    | 46    | .272  | .328     | .375     | .703  | 146   | 9        | 10    | 17    | 6     | 0    |
| 2000            | 롯데            | 28              | 133   | 437   | 382   | 47    | 95    | 10      | 3       | 3     | 33    | 14    | 9     | 36    | 50    | .249  | .322     | .314     | .636  | 120   | 8        | 6     | 11    | 2     | 2    |
| 2001            | 롯데            | 29              | 105   | 374   | 335   | 48    | 101   | 14      | 1       | 2     | 37    | 6     | 6     | 23    | 28    | .301  | .353     | .367     | .720  | 123   | 5        | 5     | 8     | 3     | 0    |
| 2002            | SK              | 30              | 141   | 558   | 488   | 61    | 226   | 31      | 3       | 15    | 90    | 15    | 10    | 26    | 45    | .358  | .508     | .387     | .695  | 189   | 13       | 11    | 19    | 4     | 0    |
| 2003            | SK              | 31              | 129   | 452   | 369   | 43    | 78    | 16      | 1       | 4     | 36    | 14    | 7     | 44    | 42    | .211  | .299     | .293     | .591  | 108   | 13       | 4     | 30    | 5     | 0    |
| 2004            | SK              | 32              | 129   | 489   | 435   | 57    | 113   | 13      | 1       | 4     | 40    | 11    | 3     | 23    | 42    | .260  | .300     | .322     | .622  | 140   | 11       | 4     | 22    | 5     | 0    |
| 2005            | SK              | 33              | 125   | 508   | 440   | 58    | 122   | 19      | 0       | 2     | 37    | 20    | 5     | 39    | 48    | .277  | .346     | .334     | .680  | 147   | 14       | 9     | 16    | 4     | 0    |
| 2006            | 한화            | 34              | 121   | 428   | 375   | 41    | 79    | 17      | 0       | 5     | 27    | 11    | 3     | 31    | 54    | .211  | .277     | .296     | .573  | 111   | 18       | 4     | 17    | 1     | 0    |
| 2007            | 한화            | 35              | 118   | 451   | 395   | 43    | 108   | 17      | 0       | 6     | 47    | 7     | 3     | 29    | 36    | .273  | .332     | .362     | .694  | 143   | 9        | 6     | 20    | 1     | 0    |
| 2008            | 한화            | 36              | 124   | 397   | 357   | 42    | 86    | 13      | 0       | 12    | 85    | 13    | 3     | 30    | 37    | .341  | .303     | .319     | .622  | 114   | 6        | 2     | 7     | 1     | 1    |
| 2009            | 한화            | 37              | 105   | 308   | 272   | 43    | 66    | 11      | 1       | 10    | 69    | 1     | 1     | 22    | 28    | .206  | .328     | .298     | .576  | 81    | 11       | 6     | 6     | 2     | 0    |
| KBO 통산 : 19년 | KBO 통산 : 19년 | KBO 통산 : 19년 | 2111  | 6940  | 6088  | 696   | 1503  | 244     | 29      | 95    | 607   | 174   | 90    | 473   | 739   | .247  | .309     | .331     | .640  | 2018  | 145      | 97    | 229   | 53    | 8    |

- 시즌 기록 중 굵은 글씨는 해당 시즌 최고 기록, 빨간 글씨는 역대 최고 기록

## 참조
1. 1 2  한화 김민재, 사상 2번째 '2천경기 출장' 철인 기록 세우다《조이뉴스》, 2008년 9월 10일
2. ↑  롯데 김민재 SK 이적, 4년간 10억 원에 계약《한국경제》, 2001년 11월 28일
3. ↑  '첫 만루포' 김민재, "은퇴 전에 못치는 줄 알았다"[깨진 링크(과거 내용 찾기)], 《OSEN》 2009년 7월 8일
4. ↑  한화, 한대화 감독과 3년 간 8억 원 계약 - 데일리안
5. ↑  부산공업고등학교 홈페이지 - 야구부 소개[깨진 링크(과거 내용 찾기)]